# Molophilus eurygramma
Molophilus eurygramma là một loài ruồi trong họ Limoniidae. Chúng phân bố ở miền Australasia.